# Drew Morey
Pour les articles homonymes, voir Morey (homonymie).
Drew Morey, né le 27 novembre 1996,, est un coureur cycliste australien.

## Biographie
En 2015 et 2016, Drew Morey obtient diverses places d'honneur dans des compétitions locales en Australie et en Nouvelle-Zélande. Il intègre ensuite l'équipe continentale Drapac-Pat's Veg Holistic Development en janvier 2017, composée de coureurs suivant un cursus universitaire. Morey suit alors lui-même des études de commerce à l'université Deakin
En juin 2017, il décide de rejoindre la formation malaisienne Terengganu, afin de disposer d'un calendrier de courses plus etoffé. Bon grimpeur, il se distingue dans les courses asiatiques du calendrier UCI en remportant une étape du Tour de Florès. Il se classe également deuxième du Tour de Quanzhou Bay, septième du Tour de l'Ijen (deuxième d'une étape) ou encore dixième du Tour de Hokkaido. L'année suivante, il connait un début de saison perturbé par une chute sur le Sharjah Tour, où il subit diverses fractures au poignet, au coude et à la mâchoire. Il parvient tout de même à terminer deuxième d'une étape du Tour des Philippines. 
En 2021, il rejoint l'équipe australienne BridgeLane.

## Palmarès et résultats

### Palmarès par année
- 2017
  - 1re étape du Tour de Florès
  - 2e du Tour de Quanzhou Bay
  - 3e de la Baw Baw Classic
- 2019
  - Oita Urban Classic
  - 4e du championnat d'Océanie sur route
- 2022
  - Grafton to Inverell Classic
- 2023
  - 3e de l'Oita Urban Classic
  - 8e du championnat d'Océanie sur route

### Classements mondiaux
| Année                                 | 2016  | 2017 | 2018 | 2019 | 2020 | 2021  | 2022 | 2023 |
| ------------------------------------- | ----- | ---- | ---- | ---- | ---- | ----- | ---- | ---- |
| Classement mondial                    | 1386e | 985e | 727e | 321e | 834e | 2718e | 866e | 303e |
| UCI Asia Tour                         | nc    | 306e | 70e  |      |      |       |      |      |
| UCI Oceania Tour                      | 45e   | 23e  | 118e | 15e  | 43e  | 90e   | 51e  | 22e  |
|                                       |       |      |      |      |      |       |      |      |
| Légende : nc = non classéSource : UCI |       |      |      |      |      |       |      |      |